# سمون‌پور
سمون‌پور (به انگلیسی: Samunpur) یک منطقهٔ مسکونی در پاکستان است که در پنجاب واقع شده‌است. سمون‌پور ۲۱۳ متر بالاتر از سطح دریا واقع شده‌است.